# Visul soției pescarului
Visul soției pescarului (蛸と海女 Tako to ama?, Caracatiță și scufundătoarea de moluște), cunoscută și sub numele de Fata Scufundătoare și Caracatițe, Scufundătoarea și Două Caracatițe, printre altele, este o xilogravură masivă creată prin tehnica blocurilor de lemn de artistul japonez Hokusai. Aceasta este inclusă în Kinoe nu Komatsu (română Pini tineri), o carte în trei volume de imagini erotice shunga publicată pentru prima dată în 1814, și a devenit cea mai cunoscută shunga a lui Hokusai. Integrând teme populare în arta japoneză, imaginea ilustrează o tânără ama încolăcită sexual cu două caracatițe.

## Istoric și descriere
Visul soției pescarului este cea mai cunoscută imagine din Kinoe nu Komatsu, publicată în trei volume din 1814. Cartea este o lucrare de shunga (arta erotică) în stilul ukiyo-e. Imaginea înfățișează o femeie, în mod evident o ama (o femeie scafandru), învăluită de brațele a două caracatițe. Caracatița mai mare o stimulează print-un cunnilingus, în timp ce cea mai mică se joacă cu gura și sfârcul stâng. În textul de deasupra imaginii, femeia și creaturile își exprimă reciproc plăcerea sexuală prilejuită de întâlnire.
Toate desenele în publicație sunt fără titlu; acest design este, în general, cunoscut în japoneză ca Tako to ama, tradus în diferite feluri în alte limbi. Richard Douglas Lane îl numește Fata Scafandru și Caracatițele, Matthi Forrer îl numește Scufundătoarea de Perle și Două Caracatițe, iar Danielle Talerico îl numește Scufundătoarea și Două Caracatițe. Când este deschisă, cartea măsoară 16,51 cm x 22,23 cm.

## Interpretări

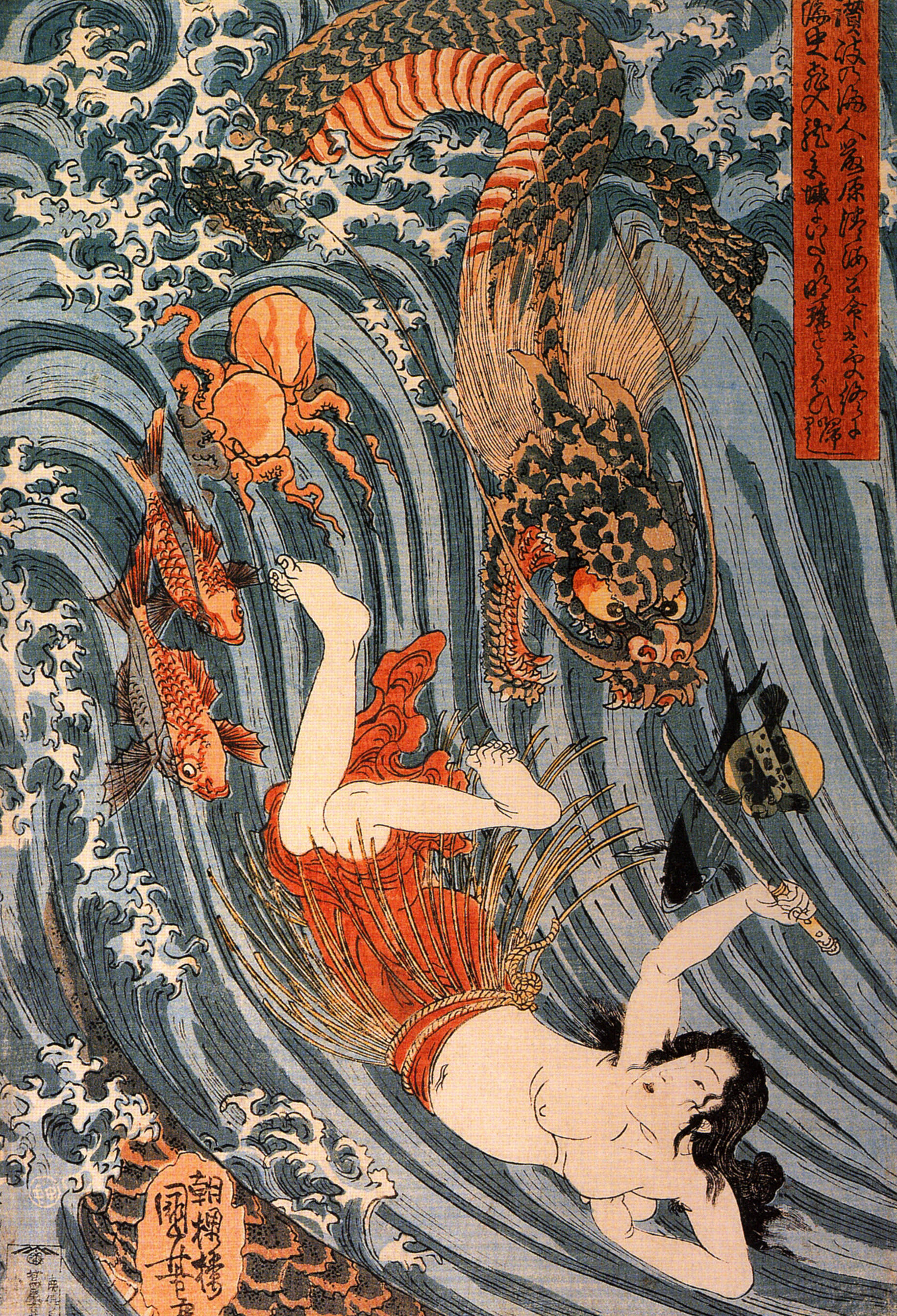
Stampă de Utagawa Kuniyoshi reprezentând-o pe Tamatori scăpând de Ryujin și creaturile sale marine

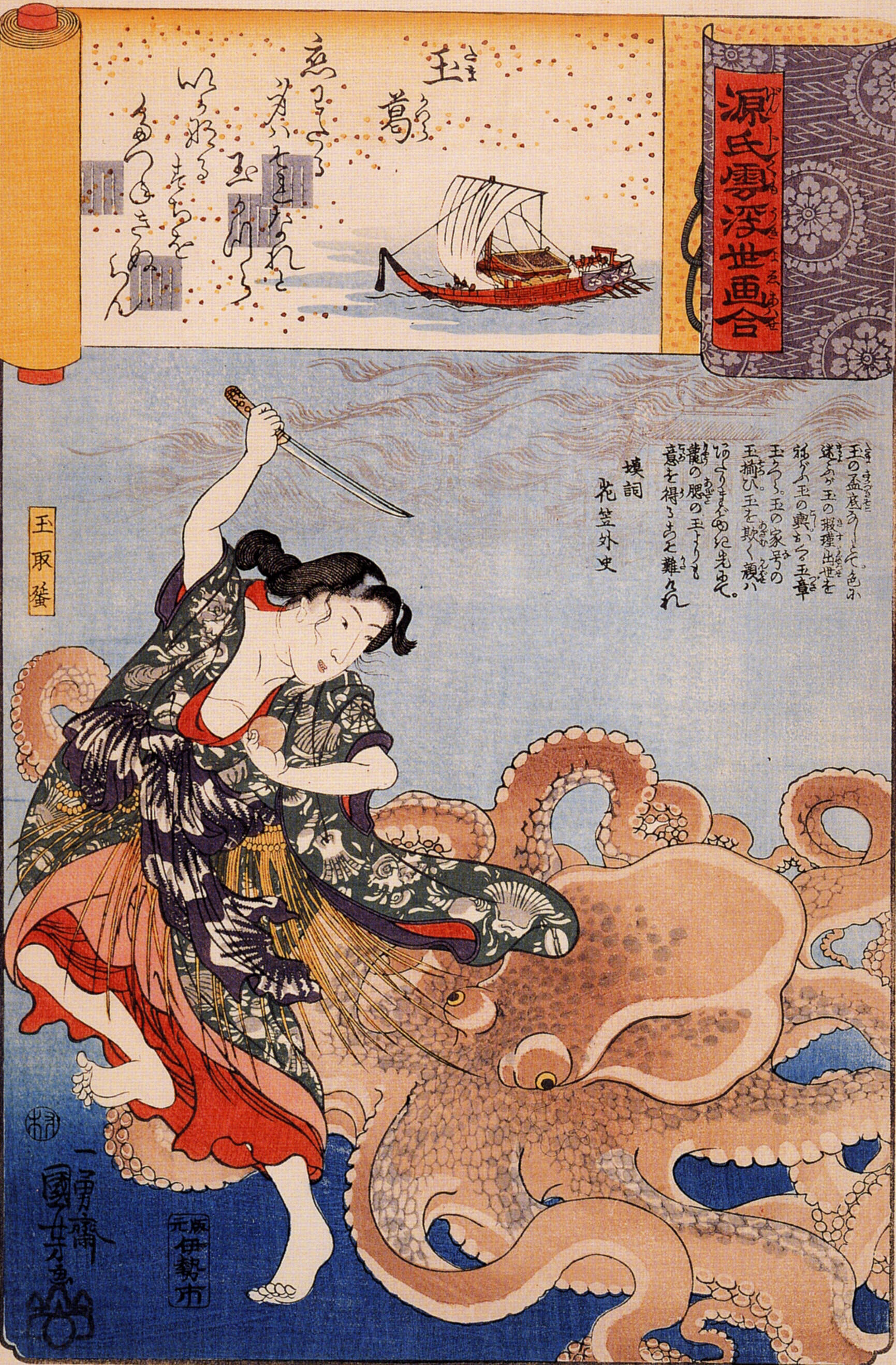
Stampă mare a lui Kuniyoshi reprezentând-o pe Tamatori luptându-se cu o caracatiță

Danielle Talerico constată că imaginea ar fi amintit contemporanilor de povestea Prințesei Tamatori, foarte populară în perioada Edo. În această poveste, Tamatori este o scufundătoare modestă de moluște care se căsătorește cu Fujiwara no Fuhito din clanul Fujiwara, care este în căutarea unei perle furate de la familia lui de Ryujin, zeul dragon al mării. Promițând să îl ajute, Tamatori se scufundă până la palatul subacvatic Ryūgū-jo al lui Ryujin și este urmărită de zeu și armata sa de creaturi marine, inclusiv caracatițe. Ea își taie propriul piept și pune bijuteria în interior; acest lucru îi permite să înoate mai repede și să scape, dar moare imediat după ce ajunge la suprafață din cauza rănii.
Povestea lui Tamatori a fost un subiect popular în arta ukiyo-e. Artistul Utagawa Kuniyoshi a creat mai multe lucrări pe baza acesteia, care deseori includ caracatițe printre creaturile de care scapă femei scufundătoare cu pieptul dezgolit. În textul din imaginea lui Hokusai, caracatița mare spune că o va duce pe fată în palatul subacvatic al lui Ryujin, consolidând legătura cu legenda lui Tamatori. Visul soției pescarului nu este singura lucrare din periaoda Edo care înfățișează relații erotice între o femeie și o caracatiță. Sculpturi netsuke mai timpurii reprezintă cefalopode și femei nud în diverse ipostaze erotice. Contemporan cu Hokusai, Yanagawa Shigenobu a creat o imaginea unei femei care primește cunnilingus de la o caracatiță, foarte similar cu Hokusai, în colecția sa Suetsumuhana din 1830.
Talerico constată că criticii din Occident, precum Edmond de Goncourt și Jack Hillier au interpretat lucrarea ca pe o scenă de viol. Ea spune că acești savanți ar fi văzut lucrarea separat de restul colecției Kinoe nu Komatsu și fără înțelegerea textului și a referințelor vizuale, lipsind-o astfel de contextul său original. Cu toate acestea, Goncourt cunoștea contextul original, pe care îl descrie într-un pasaj din lucrarea sa monografică despre Hokusai. Conform Chris Uhlenbeck și Margareta Winkel, „stampa este dovadă pentru modul nostru de interpretare a unei imagini care poate fi distorsionat atunci când aceasta este văzută separat și fără înțelegerea textului”.

## Influențe
Imaginea este adesea considerată ca precursor al artei erotice cu tentacule, un motiv care este obișnuit în manga și animația japoneză încă de la sfârșitul secolului al XX-lea, popularizate de autorul Toshio Maeda. Acest stil de artă erotică descrie sexul între femei și bestii cu tentacule. În reprezentări moderne, sexul este de obicei forțat, spre deosebire de interacțiunea reciprocată a lui Hokusai. Psihologul și criticul Jerry S. Piven este sceptic cu privire la vinovăția imaginii lui Hokusai pentru violentele reprezentări în mass-media modernă, argumentând că acestea sunt, în schimb, un produs al tulburărilor suferite de societatea japoneză după cel de-Al Doilea Război Mondial. Holger Briel susține că „numai într-o societate care deja are o predilecție pentru monștri și este obișnuită să interacționeze cu octopode astfel de imagini ar putea apărea”, menționând stampa lui Hokusai ca un exemplu timpuriu al unei astfel de tradiții.
Lucrarea a influențat alți artiști precum Félicien Rops, Auguste Rodin, Louis Aucoc, Fernand Khnopff și Pablo Picasso. Picasso a pictat propria sa versiune în 1903, care a fost expusă alături de originalul lui Hokusai pentru a arăta influența artei japoneze din secolul al XIX-lea asupra lucrărilor lui Picasso. În 2003, o lucrare a pictorului australian David Laity, intitulată Visul soției pescarului, a stârnit o controversă minoră legată de obscenitate atunci când a fost expusă la o galerie din Melbourne. După ce a primit plângeri, poliția din Melbourne a investigat și a decis că nu încalcă legile antipornografie ale orașului. Stampa lui Hokusai a avut o mare influență și asupra artistului modern japonez-american Masami Teraoka, care a creat imagini cu femei, inclusiv un personaj recurent „scufundătoare de perle”, fiind satisfăcute de cefalopode ca simbol al puterii sexuale feminine.
Așa-numita aria della piovra („Aria caracatiței”) Un dì, ero piccina din opera Iris a lui Pietro Mascagni (1898), pe un libret de Luigi Illica, poate să fi fost inspirată de această imagine. Personajul principal, Iris, descrie un paravan văzut într-un templu budist pe când era copil, care ilustra o caracatiță înconjurând și ucigând cu membrele sale o femeie tânără zâmbitoare. Ea își amintește de un preot budist explicând: „caracatița este Plăcerea... Caracatița este Moartea!”.
Stampa este inclusă în filmul lui Park Chan Wook The Handmaiden și are scopul de a ilustra natura pervertită a opresiunii doamnei Hideko către Sook-Hee de către unchiul Kouzuki. Apare, de asemenea, în câteva episoade din serialul de televiziune Mad Men, prima dată pe peretele biroului fondatorului Bert Cooper. Stampa este oferită lui Peggy Olson de Roger Sterling, Jr. spre sfârșitul sezonului. Olson decide să o atârne în biroul ei, ca parte a succesului poveștii sale de a se simți confortabil ca director al companiei.